# Bilan saison par saison des Pelicans de La Nouvelle-Orléans

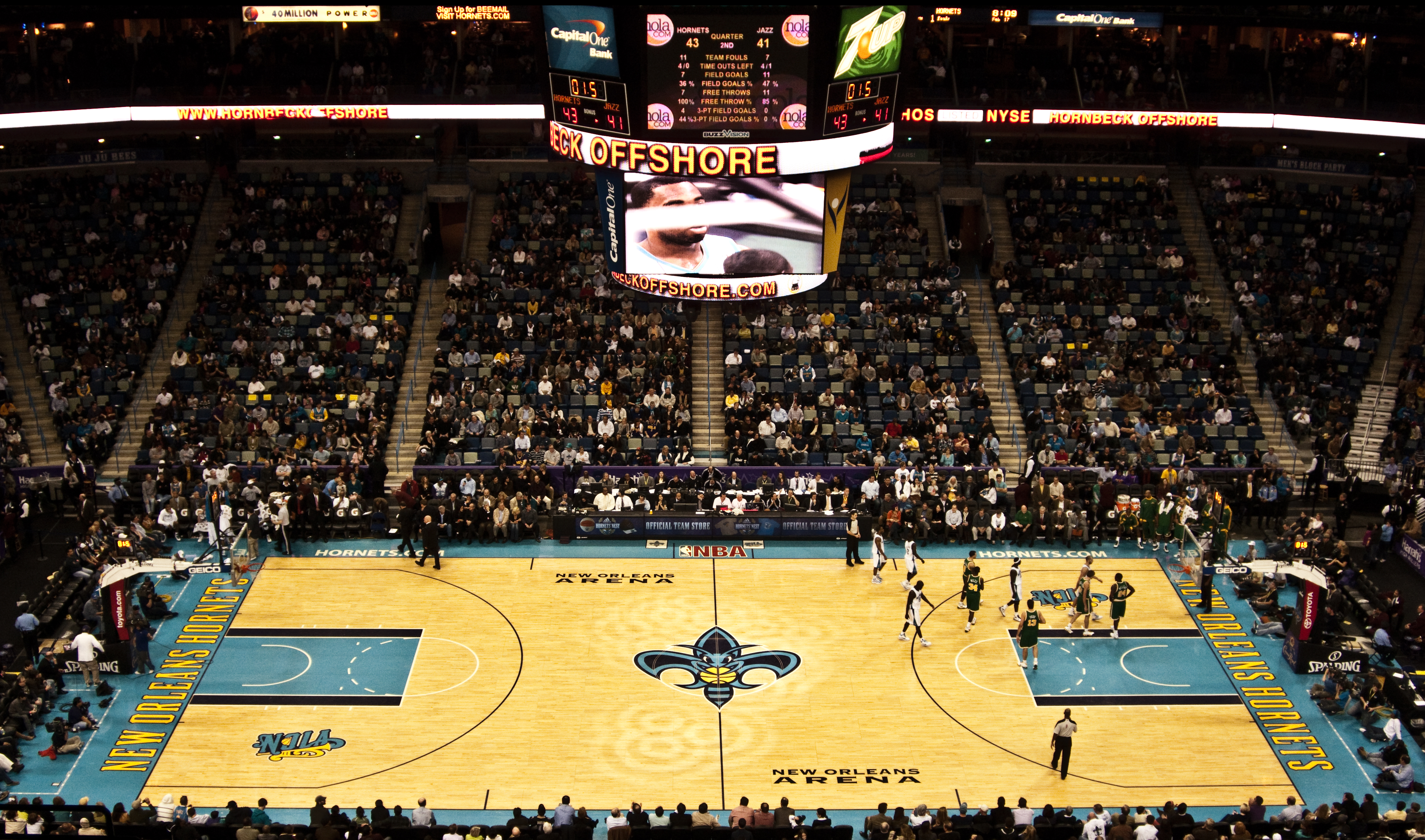
Le Smoothie King Center est l'arène des Pelicans.

Le tableau suivant est un bilan saison par saison des Pelicans de La Nouvelle-Orléans avec les performances réalisées par la franchise depuis sa création en 2002.
| Saison               | Équipe           | Conférence       | Conférence       | Division         | Division         | Saison régulière | Saison régulière | Saison régulière | Playoffs                                                                                          | Entraîneur principal   | Réf.             |
| Saison               | Équipe           | Conférence       | Conférence       | Division         | Division         | V                | D                | PCT              | Playoffs                                                                                          | Entraîneur principal   | Réf.             |
| -------------------- | ---------------- | ---------------- | ---------------- | ---------------- | ---------------- | ---------------- | ---------------- | ---------------- | ------------------------------------------------------------------------------------------------- | ---------------------- | ---------------- |
| New Orleans Hornets  |                  |                  |                  |                  |                  |                  |                  |                  |                                                                                                   |                        |                  |
| 2002-03              | 2002-03          | Est              | 5e               | Centrale         | 3e               | 47               | 35               | 57,3%            | Défaite au premier tour (Philadelphie, 2-4)                                                       | Paul Silas             | [ 1 ]            |
| 2003-04              | 2003-04          | Est              | 5e               | Centrale         | 3e               | 41               | 41               | 50,0%            | Défaite au premier tour (Miami, 3-4)                                                              | Tim Floyd              | [ 2 ]            |
| 2004-05              | 2004-05          | Ouest            | 15e              | Sud-Ouest        | 5e               | 18               | 64               | 22,0%            | -                                                                                                 | Byron Scott            | [ 3 ]            |
| 2005-06              | 2005-06          | Ouest            | 10e              | Sud-Ouest        | 4e               | 38               | 44               | 46,3%            | -                                                                                                 | Byron Scott            | [ 4 ]            |
| 2006-07              | 2006-07          | Ouest            | 10e              | Sud-Ouest        | 4e               | 39               | 43               | 47,6%            | -                                                                                                 | Byron Scott            | [ 5 ]            |
| 2007-08              | 2007-08          | Ouest            | 2e               | Sud-Ouest        | 1er              | 56               | 26               | 68,3%            | Victoire au premier tour (Dallas, 4-1) Défaite en demi-finale de conférence (San Antonio, 3-4)    | Byron Scott            | [ 6 ]            |
| 2008-09              | 2008-09          | Ouest            | 7e               | Sud-Ouest        | 4e               | 49               | 33               | 59,8%            | Défaite au premier tour (Denver, 1-4)                                                             | Byron Scott            | [ 7 ]            |
| 2009-10              | 2009-10          | Ouest            | 11e              | Sud-Ouest        | 5e               | 37               | 45               | 45,1%            | -                                                                                                 | Byron Scott Jeff Bower | [ 8 ]            |
| 2010-11              | 2010-11          | Ouest            | 7e               | Sud-Ouest        | 3e               | 46               | 36               | 56,1%            | Défaite au premier tour (L.A. Lakers, 2-4)                                                        | Monty Williams         | [ 9 ]            |
| 2011-12              | 2011–12          | Ouest            | 15e              | Sud-Ouest        | 5e               | 21               | 45               | 31,8%            | -                                                                                                 | Monty Williams         | [ 10 ]           |
| 2012-13              | 2012-13          | Ouest            | 14e              | Sud-Ouest        | 5e               | 27               | 55               | 32,9%            | -                                                                                                 | Monty Williams         | [ 11 ]           |
| New Orleans Pelicans |                  |                  |                  |                  |                  |                  |                  |                  |                                                                                                   |                        |                  |
| 2013-14              | 2013-14          | Ouest            | 12e              | Sud-Ouest        | 5e               | 34               | 48               | 41,5%            | -                                                                                                 | Monty Williams         | [ 12 ]           |
| 2014-15              | 2014-15          | Ouest            | 8e               | Sud-Ouest        | 5e               | 45               | 37               | 54,9%            | Défaite au premier tour (Golden State, 0-4)                                                       | Monty Williams         | [ 13 ]           |
| 2015-16              | 2015-16          | Ouest            | 12e              | Sud-Ouest        | 5e               | 30               | 52               | 36,6%            | -                                                                                                 | Alvin Gentry           | [ 14 ]           |
| 2016-17              | 2016-17          | Ouest            | 10e              | Sud-Ouest        | 4e               | 34               | 48               | 41,5%            | -                                                                                                 | Alvin Gentry           | [ 15 ]           |
| 2017-18              | 2017-18          | Ouest            | 6e               | Sud-Ouest        | 2e               | 48               | 34               | 58,5%            | Victoire au premier tour (Portland, 4-0) Défaite en demi-finale de conférence (Golden State, 1-4) | Alvin Gentry           | [ 16 ]           |
| 2018-19              | 2018-19          | Ouest            | 13e              | Sud-Ouest        | 4e               | 33               | 49               | 40,2%            | -                                                                                                 | Alvin Gentry           | [ 17 ]           |
| 2019-20              | 2019-20          | Ouest            | 13e              | Sud-Ouest        | 5e               | 30               | 42               | 41,7%            | -                                                                                                 | Alvin Gentry           | [ 18 ]           |
| 2020-21              | 2020-21          | Ouest            | 11e              | Sud-Ouest        | 4e               | 31               | 41               | 43,1%            | -                                                                                                 | Stan Van Gundy         | [ 19 ]           |
| 2021-22              | 2021-22          | Ouest            | 9e               | Sud-Ouest        | 3e               | 36               | 46               | 43,9%            | Défaite au premier tour (Phoenix, 2-4)                                                            | Willie Green           | [ 20 ]           |
| 2022-23              | 2022-23          | Ouest            | 9e               | Sud-Ouest        | 2e               | 42               | 40               | 51,2%            | -                                                                                                 | Willie Green           | [ 21 ]           |
| 2023-24              | 2023-24          | Ouest            | 7e               | Sud-Ouest        | 2e               | 49               | 33               | 59,8%            | Défaite au premier tour (Oklahoma City, 0-4)                                                      | Willie Green           | [ 22 ]           |
| 2024-25              | 2024-25          | Ouest            | 14e              | Sud-Ouest        | 5e               | 21               | 61               | 25,6%            | -                                                                                                 | Willie Green           | [ 23 ]           |
| Saison régulière     | Saison régulière | Saison régulière | Saison régulière | Saison régulière | Saison régulière | 852              | 998              | 46,1%            |                                                                                                   |                        |                  |
| Playoffs             | Playoffs         | Playoffs         | Playoffs         | Playoffs         | Playoffs         | 22               | 37               | 37,3%            | Pas de titre NBA                                                                                  | Pas de titre NBA       | Pas de titre NBA |